# Ikram Soukate
Ikrame Soukate, née le 7 janvier 1997, est une judokate marocaine.

## Carrière
Ikrame Soukate est médaillée de bronze dans la catégorie des moins de 52 kg aux Championnats d'Afrique de judo 2017 et aux Jeux de la Francophonie 2017.